# 마도 분기점
마도 분기점(麻道分岐點, Mado Junction, 마도JC)은 경기도 화성시 마도면 쌍송리에 설치된 평택시흥고속도로와 수도권제2순환고속도로가 만나는 분기점이자 수도권제2순환고속도로 화성 ~ 양평 구간의 기점이다.

## 역사
- 2017년 2월 8일 : 분기점 신설을 위해 화성시 도시계획시설 교통광장에 마도면 쌍송리 일원을 고시[1]
- 2021년 4월 28일 : 수도권제2순환고속도로 마도 ~ 화성 구간 개통과 함께 통행 개시[2]
- 2021년 9월 7일 : 수도권제2순환고속도로 구간으로 중복 지정[3]

## 구조물 정보
- 위치 : 경기도 화성시 마도면 쌍송리

## 접속하는 노선

### 평택방면
- 평택시흥고속도로 (2-1번)

### 시흥・안산방면
- 평택시흥고속도로 (2-1번), 수도권제2순환고속도로 (7번) (중첩구간)

### 양평방면
- 수도권제2순환고속도로 (7번)